# Топорешть
Топорешть, Топорешті (рум. Toporăști) — село у повіті Васлуй в Румунії. Входить до складу комуни Пунджешть.
Село розташоване на відстані 270 км на північ від Бухареста, 24 км на захід від Васлуя, 53 км на південь від Ясс, 148 км на північ від Галаца.

## Населення
За даними перепису населення 2002 року у селі проживали 717 осіб, усі — румуни. Усі жителі села рідною мовою назвали румунську.